# Jules Claretie
Arsène Arnaud Clarétie, známý jako Jules Claretie nebo Jules Clarétie (3. prosinec 1840 Limoges – 23. prosinec 1913 Paříž) byl francouzský spisovatel, dramatik a historik.

## Životopis
Narodil se v rodině Jeana Claretie (1816–1897) a Marie rozené Gilletové (1819–1894). Oženil se se Eugénií Waillovou (1848–1920), se kterou měl syna Georga (1875–1936). Jeho bratranci byli Léo Claretie a Jules Dupré.
Jules Claretie spolupracoval s mnoha novinami, zejména Le Figaro a Le Temps, pod několika pseudonymy. Psal divadelní recenze pro l'Opinion Nationale, Le Soir a La Presse. Jako historik napsal mj. Historie de la Révolution de 1870–1871.
V literatuře na začátku své kariéry publikoval sentimentální romány s melodramatickým podtextem, jmenovitě Eliza Mercœur (1864) a Le Dernier Baiser (1864). Poté udělal několik "vpádů" do detektivních románů s Un assassin (1866), příběhem, který se stal jedním z největších úspěchů roku, a Le Petit Jacques (1885), melodrama několikrát zfilmované, v němž se dělník nechal obvinit z vraždy, přičemž viník mu slíbil, že dá jeho synovi "dobré vzdělání".
Mezi další příběhy patřící do detektivního žánru byly Jean Mornas (1885), L'Accusateur (1895), L'Obsession (Me et l'autre) (1905–1908) a povídky, Catissou a Kadja, vydané s románem Jean Mornas. Dále L'Homme aux mains de cire (1878), kde byl hlavní hrdina přesvědčený, že cizinec, který se dvořil jeho snoubence byl upír a tak ho zabil; nebo L'impulsion (1912), kde šlo o motivy vraždy, zjevně bezdůvodné.
Jules Claretie také napsal mnoho románů ze střední třídy a mocenských kruhů, jako byl Monsieur le Ministère (1881) a Le Million (1882), nebo několik příběhů v exotičtějším prostředí, jako byl zfilmovaný Le Prince Zilah (1884). Několik jeho románů, např. La Famille des Gueux (napsaný s Ferdinandem Petruccelli della Gattina), bylo přepsáno na drama. V roce 1894 napsal pro Masseneta libreto La Navarraise a Amadis, převzaté z Amadis de Gaule, rytířského románu Garciho Rodrígueze de Montalvo.
Byl zvolen předsedou Société des gens de lettres, poté se v letech 1882 a 1883 stal místopředsedou Société des auteurs et compositeurs dramatiques, než byl v letech 1885 až 1913 jmenován generálním správcem Comédie-Française, čímž otevřel dveře autorům, jako byli Paul Hervieu, Georges Rodenbach s Le Voile v roce 1894, Henry Bataille a Octave Mirbeau, s nimiž hrál v Les affaires est les affaires.
V roce 1907 napsal předmluvu k Uneamour od spisovatelky Violette Bouyer-Karr, dílo oslavované Francouzskou akademií. Dne 26. ledna 1888 byl zvolen členem Francouzské akademie. V Paříži byla po něm pojmenována ulice Rue Jules-Claretie. Byl pohřben na hřbitově Père-Lachaise.

## Dílo
| La Revanche des morts, 1860                                                   | Noël Rambert (Le Petit Jacques), 1872                                                                                           | Le Million, 1882                                         |
| Une drôlesse, 1862                                                            | Le Roman des soldats, 1872 | Ludovic Halévy, 1883                                     |
| Pierrille, 1863                                                               | Histoire de la Révolution de 1870–1871, 5 volumes, 1872. Réédition en 2 volumes, 1877                                           | Noris, mœurs du jours, 1883                              |
| Les Contemporains oubliés, 1864                                               | Les Prussiens chez eux, 1872 | Célébrités contemporaines, Jules Verne, A. Quantin, 1883 |
| La Fontaine et Lamartine, 1864                                                | Ruines et Fantômes, 1873 | Un enlèvement au xviiie siècle, 1883                     |
| Les Ornières de la vie, 1864                                                  | Molière, sa vie et ses œuvres, 1873                                                                                             | Le Prince Zilah, 1884                                    |
| Les Victimes de Paris, 1864                                                   | Peintres et sculpteurs contemporains, 2 vol., Charpentier, 1873; nouvelle édition, illustrée par Léopold Massard, chez Jouaust: | Le Petit Jacques, 1885                                   |
| Eliza Mercœur, 1864                                                           | 1re série (1882), peintres décédés de 1870 à 1880 — sur Gallica [archive].                                                      | Jean Mornas, 1885                                        |
| Le Dernier Baiser, 1864                                                       | 2e série (1884), peintres vivants en 1881 — sur Gallica [archive].                                                              | Journées de vacances, 1886                               |
| M. de Lamartine, 1864                                                         | Les Ingrats, 1874 | La Mansarde, 1887                                        |
| Les Voyages d'un Parisien, 1865                                               | J.-B. Carpeaux, 1874 | Candidat, 1887                                           |
| Petrus Borel le lycanthrope, 1865                                             | Les Muscadins, 2 vol., 1874 | La Canne de M. Michelet, 1887                            |
| Béranger, 1865                                                                | Portraits contemporains, 2 vol., 1874                                                                                           | Bouddha, 1888                                            |
| L'Incendie de la Birague, 1865                                                | Les Belles Folies, 1874 | L'Académie française en 1789, 1889                       |
| Un assassin (Robert Burat), 1866                                              | Camille Desmoulins, Lucile Desmoulins, 1874                                                                                     | La Cigarette, 1890                                       |
| Histoires cousues de fil blanc, 1866                                          | L’Art et les artistes français contemporains, 1876                                                                              | Puy joli, 1890                                           |
| Les Derniers Montagnards, histoire de l’insurrection de Prairial an III, 1867 | Le Renégat (Michel Berthier), 1876                                                                                              | Le Roman en France au début du xviiie siècle, 1891       |
| Mademoiselle Cachemire (Une femme de proie), 1867                             | Le Beau Solignac, 2 vol., 1876                                                                                                  | L'Américaine, 1891                                       |
| La Libre Parole. Madeleine Bertin, 1868                                       | Cinq ans après: l’Alsace et la Lorraine, 1876                                                                                   | Feuilles de route en Tunisie, 1891                       |
| Raymond Lindey, 1869                                                          | Le Père, 1877 | La Navarraise, 1894                                      |
| La Volonté du peuple, 1869                                                    | Le Régiment de Champagne, 1877                                                                                                  | Mariage manqué, 1894                                     |
| La Poudre au vent, 1869                                                       | Une journée à l'abbaye de Valmons, 1877                                                                                         | La Frontière, 1894                                       |
| La Famille des gueux, 1869 (théâtre)                                          | Le Train no 17, 1877 | L'Accusateur, 1895                                       |
| La Vie moderne au théâtre, 2 vol., 1869–1875                                  | La Maison vide. Le Troisième Dessous, 1878                                                                                      | Brichanteau comédien, 1896                               |
| Armand Barbès, 1870                                                           | La Fugitive, 1879 | Le Sang français, 1901                                   |
| Journées de voyage, Espagne et France, 1870                                   | Le Drapeau, 1879, prix Vitet de l’Académie française                                                                            | Victor Hugo, 1902                                        |
| La Débâcle, 1871                                                              | Béranger et la chanson, 1879 | Profils de théâtre, 1903                                 |
| Le Champ de bataille de Sedan, 1871                                           | Les Mirabeau, 1879 | La Maison de Victor Hugo, 1904                           |
| L'Empire, les Bonaparte et la Cour, 1871                                      | Jules Dupré, 1879 | Brichanteau célèbre, 1905                                |
| La France envahie, 1871                                                       | La Maîtresse, 1880 | L'Obsession (Moi et l'autre), 1905–1908                  |
| La Guerre nationale, 1871                                                     | La Vie à Paris, 17 vol., 1880–1910                                                                                              | Le Mariage d'Agnès, 1907                                 |
| Paris assiégé, 1871                                                           | Monsieur le Ministre, 1881 | Souvenirs du diner Bixio, 1924                           |
| Rapport sur la fondation de bibliothèques municipales, 1871                   | Les Amours d'un interne, 1881                                                                                                   |                                                          |

Osobní dokumenty Julese Claretieho i jeho rodiny jsou uchovány v Bibliothèque historique de la ville de Paris; sestávají z korespondence, rukopisných listů, jeho deníku a různých článků. V roce 1917 knihovna nadace Dosne-Thiers zakoupila díla tvořící jeho osobní knihovnu.

### V češtině
- Pan ministr: pařížský román – přeložil Václav Petrů. Praha: Politika, 1888[1]
- Zločincova otrokyně: román – př. Pavel Projsa. Praha: Pavel Projsa, 1890
- Z ovzduší zločinu: dvě novely [Cattisou – Jules Claretie; př. Jaroslav Pšenička — Zavřená světnice – Octave Mirbeau; př. Milan Fučík] — [obsahuje přívazky: Otec a syn – Charles Dickens; Vzteklá – J. A. Salov; Kommunard – É. Zola; Dvě svatby – Moric Jókai]. Praha: Jan Otto, 1895
- Tři povídky francouzské [Sníh – Jules Claretié; př. Kamil Zahrádka — Poslední čarodejnice – Emile Souvestre; př. M. Bareš — Ten pán se zlatým skřipcem – Charles Oudinet; př. Karel Chalupa] — Praha: Jan Otto, 1897
- Srdce ženy – př. Jiří Ščerbinský. Praha: Jan Otto, 1898
- Oko nebožtíkovo: román – Praha: Máj, 1904
- Dcera emirova – in: 1000 nejkrásnějších novel... č. 6, př. Pavel Projsa; úvod František Sekanina, s. 37–57. Praha: J. R. Vilímek, 1911
- Milion: pařížský román – př. Vladimír Kuneš. Praha: Politika, 1916
- La Chanson du Poirier = [Píseň o hrušni] – Paul Henri Corentin Féval; př. František Malota — [obsahuje též: Bum-Bum – Jules Claretie; První vydání – Jacques Normand; Nemocný hoch – Georges Courteline]. Holešov: 1917
- Otcova oběť – př. Jaroslav Poch. Praha: Bedřich Stýblo, 1924

### Filmové adaptace
- 1913: Le Petit Jacques, film muet français, réalisé par Georges Monca
- 1923: Le Petit Jacques, film muet français, réalisé par Georges Lannes et Georges Raulet
- 1934: Le Petit Jacques, film français, réalisé par Gaston Roudès
- 1953: Le Petit Jacques, film français, réalisé par Robert Bibal

### Ikonografie
- Dornac, Portrait d' Arsène Armand dit Jules Clarétie (1840–1913), entre 1885 et 1895, photographie, Paris, Musée Carnavalet (notice en ligne [archive]).
- Jules Chaplain, Jules Claretie, 1905, plaquette en bronze

| 35. křeslo Francouzské akademie             | 35. křeslo Francouzské akademie | 35. křeslo Francouzské akademie |
| ------------------------------------------- | ------------------------------- | ------------------------------- |
| Předchůdce: Alfred-Auguste Cuvillier-Fleury | 1888–1913 Jules Claretie        | Nástupce: Joseph Joffre         |